# Бой после победы
«Бой после победы» — советский двухсерийный художественный фильм, снятый в 1972 году по документальной повести Василия Ардаматского режиссёром Вилленом Азаровым. Завершение трилогии, начатой фильмами «Путь в „Сатурн“» (1967) и «Конец „Сатурна“» (1968).

## Сюжет
1945 год. После капитуляции нацистской Германии советский разведчик Сергей Крылов, работающий у немцев как Крамер, попадает вместе с майором Абвера Гербертом Вильгельми в американский лагерь для военнопленных. Американцы создают из бывших гестаповцев, абверовцев и контрразведчиков СД секретную разведывательную и диверсионную службу под началом генерала Рейнхарда Гелена. Вильгельми и Крылова тщательно проверяют и включают в организацию Гелена. Узнав про замыслы руководства новой организации насчёт создания сети диверсионных школ для действий против СССР, Крылов передаёт сведения об этом советским спецслужбам. Затем вступает в действие план генерала Тимерина: СССР требует выдачи Крылова как «нацистского военного преступника». В ответ Гелен принимает решение о ликвидации Крамера. С помощью немецких антифашистов Крылов возвращается живым и невредимым на Родину, его дело в организации генерала Гелена продолжают — завербованный Вильгельми и Михаил Андронов (прежний помощник Крылова).

## В ролях
| Актёр                  | Роль                                                                         |
| ---------------------- | ---------------------------------------------------------------------------- |
| Михаил Волков          | он же Михаил Евгеньевич Крамер, советский разведчик Сергей Васильевич Крылов |
| Георгий Жжёнов         | генерал-лейтенант Николай Иванович Тимерин                                   |
| Евгений Кузнецов       | генерал Симаков                                                              |
| Алексей Эйбоженко      | полковник Винников                                                           |
| Григорий Гай           | Михаил Николаевич Андронов                                                   |
| Людмила Максакова      | жена Крамера Софи Краузе                                                     |
| Владимир Гусев         | Микитенко                                                                    |
| Мати Клоорен           | немецкий генерал-лейтенант Рейнхард Гелен (озвучивает Феликс Яворский)       |
| Николай Прокопович     | майор абвера Герберт Вильгельми                                              |
| Людмила Шапошникова    | капитан Герта Шенеман                                                        |
| Григорий Острин        | фон Ранке                                                                    |
| Юрий Леонидов          | американский генерал Смайлс                                                  |
| Николай Салант         | американский генерал О’Доннел                                                |
| Владимир Татосов       | помощник генерала Смайлса                                                    |
| Лидия Малюкова         | жена Герберта Вильгельми Марта                                               |
| Игорь Ясулович         | аптекарь, разведчик Гюнтер                                                   |
| Валентина Хмара        | аптекарь, разведчица Эльза                                                   |
| Степан Бубнов          | Вильде                                                                       |
| Вера Бурлакова         | секретарша Вера                                                              |
| Юрий Багинян           | Бруно фон Даниельц                                                           |
| Зоя Василькова         | Гретхен                                                                      |
| Олег Голубицкий        | офицер абвера                                                                |
| Юрий Кузьменков        | майор Лапин                                                                  |
| Владимир Маренков      | адъютант Винникова Володя                                                    |
| Александр Пороховщиков | Рудольф Баум                                                                 |
| Виктор Филиппов        | офицер советской разведки                                                    |
| Аркадий Цинман         | Август Цимберг                                                               |
| Виктор Шульгин         | Штольц                                                                       |
| Владимир Гуляев        | сержант Хамфри (нет в титрах)                                                |

## Съёмочная группа
- Авторы сценария:
  - Виллен Азаров
  - Василий Ардаматский
  - Михаил Блейман
- Режиссёр: Виллен Азаров
- Оператор: Марк Дятлов
- Композитор: Александр Флярковский
- Монтажёр: Нина Васильева